# Kinesisk grammatik
Den här artikeln handlar om standardkinesiskans grammatik. För andra kinesiska dialekters grammatik, se respektive språkartikel.
Samtliga kinesiska dialekter har snarlik grammatik som i hög grad är unik för språkgruppen. Samtliga ord har bara en form, och språken saknar alla former av böjning (med mindre undantag). Numerus och tempus indikeras med syntax och fasta partiklar.
Tempus anges inte grammatiskt, utan uttrycks med hjälp av tidsadverbial ("igår", "senare") eller speciella aspektpartiklar eller prepositioner (了 le, 在 zài, 要 yào) som anger om en förändring av tillstånd eller fullbordande av en handling samt en mängd andra betydelser beroende av sammanhang. Partiklar är också det vanligaste sättet att göra frågor av en sats; den vanligaste formen av frågesatser i kinesiska är identisk med motsvarande påståendesats, fast med tillägg av en partikel som 吗 (ma). På liknande sätt kan plural av pronomen och substantiv som avser människor bildas.
Ytligt kan kinesisk grammatik framstå som väldigt enkel i jämförelse med svenska, och i synnerhet slaviska och finsk-ugriska språk som är rika på ordböjningar, men den kinesiska grammatiken uppvisar en hög grad av komplexitet i fråga om hur ordföljd påverkar betydelsen i en sats.
Den här artikeln använder Ruby för att ange uttal av kinesiska tecken. Uttalsangivelser visas fortfarande i samtliga läsare men kan endast ses på korrekt sätt i Internet Explorer 5.0 eller högre. För Mozilla-baserade läsare finns ett tillägg som gör det möjligt att visa Ruby på korrekt sätt.

## Tema
Kinesiska betraktas som ett tema-rema-språk. Istället för den satsbyggnad som är vanligast i språk som svenska med en konstruktion med grammatiskt subjekt, verb och eventuellt objekt, används begreppet tema för att ange det satsen handlar om och kommenterar, där tema består av information som anses fastslaget antingen i tidigare satser eller genom sammanhang. Betrakta följande meningar där subjektet inte står först som brukligt är, men som passar mönstret tema-rema utan problem:
- 这 本 书 我 看 过 了。 [這本書我看過了。]
Den här boken jag har läst.

- 院 子 里 停 着 一 辆 车。 [院子裏停著一輛車。]
På gården är parkerad en bil.

- 今 天 爬 山， 明 天 野 营。 [今天爬山，明天野營。]
Idag bestiga berg, imorgon tälta utomhus.

- 游 泳 我 最 拿 手。 
Simma jag är bäst (på).

## Aspekt
Grammatisk aspekt är en lingvistisk term som ger information om tidsangivelse i språk. Kinesiska är unik i att den har två former av perfektiv aspekt 了 (-le) och 过 [過] (-guo) som uppvisar en ganska subtil skillnad i betydelse.
- le (perfektiv)
  - 我 当 了 兵。 [我當了兵。]
 Jag blev soldat (men är det inte längre).
  - 他 看 了 三 场 球 赛。 [他看了三場球賽。]
Han har sett tre matcher (och troligen fler under sin levnadstid).

- guo (upplevd perfektiv)
  - 我 当 过 兵。 [我當過兵。]
 Jag har varit soldat tidigare (men inte längre).
  - 他 看 过 三 场 球 赛。 [他看過三場球賽。]
 Han har sett tre matcher (i hela sitt liv).

De två imperfektiven, 正在 (zhèngzài-) och 着 [著] (-zhe) har också nyansskillnader:
- zhèngzài/zài (dynamiskt)
  - 我 正 在 挂 画。 [我正在挂畫。] 
Jag hänger upp tavlor.  (Mer exakt "Jag håller på att hänga upp tavlor"; hängandet är ett pågående skede.)

- zhe (statiskt)
  - 墙 上 挂 着 一 幅 画。 [墻上挂著一幅畫。] 
En tavla hänger på väggen. (Hängandet är ett pågående fast tillstånd.)

Om man skulle formulera satserna med begreppet "i ett tillstånd av", skulle zhèngzài behövas, om inte skulle zhe räcka. Alltså, "Jag är i ett tillstånd av att hänga upp tavlor" respektive "En tavla är i ett tillstånd av hängande på väggen."
- Reduplicering används för att markera limitativ aspekt; en handling som pågår i liten omfattning eller under kort period:
  - 我 到 公 园 走 走。 [我到公園走走。]
Jag tar en promenad till parken.

## Modus
Ytterligare en unik del av kinesiskan är modala partiklar, ett uttryck för avsikt eller av ett konstaterande av tillstånd. Bland de viktigaste är:
- Le (inkoativ) 
  - 我 没 有 钱 了。 
Jag har inga pengar just nu. (Jag är pank.)

- Ne (förestående); ofta utbytbart med 还 hái ("fortfarande", "ännu")
  - 他 还 没 有 回 家 呢。 
Han har fortfarande inte kommit hem. (Ingen förändring i ett gammalt tillstånd.)

Det perfektiva respektive inkoativa le är två helt olika partiklar, och har separata etymologier. Att de skrivs med samma tecken i modern kinesiska kan lätt leda till begreppsförvirring. Betrakta följande meningar:
妈
妈
来
了
！
Aspektpartikeln le kommer efter ett verb. Det modala le står i slutet av en mening och definierar hela meningens betydelse. När ett intransitivt verb står i slutet av en mening så går det endast att avgöra vilket "le" det rör sig om genom att betrakta det sociala sammanhanget. Ovanstående mening kan ha två olika betydelser. Den ena kan vara exempelvis vara ett långdistanssamtal med en mor. Personen i fråga håller på att försöka övertala henne att hälsa på. När han avslutat samtalet, säger han då Māma (yào) lái le! ("Mamma kommer!)  till en tredje person. Den meningen uttrycker information om att modern tidigare inte hade tänkt avlägga visit, men att hon nu har ändrat sig och tänker besöka. Det andra exemplet kan vara i en situation där någon öppnar dörren för att till andra konstatera "Māma lái le!" ("Mamma har kommit!").

## Verbkomplement
Kinesiska meningar handlar till stor del om resultat och riktning av verb. Som resultat av detta finns en rik flora av grammatiska termer för att uttrycka detta. Detta beskrivs i västerländska termer som "verbstapling" eller "dubbelverb".
Detta innebär att aktiva verb i en mening får ett suffix i form av ett andra verb direkt efter huvudverbet som modifierar dess betydelse.

### Resultatkomplement
Två typer av resultatkomplement finns: den ena anger garanterat resultat medan den andra ett tänkbart resultat. Betrakta följande: verbet 聽 [听] (tīng, "att lyssna") är det aktiva verbet och 懂 (dǒng, "att förstå", "att veta") är resultatkomplement.
- 听 懂 [聽懂]
 att förstå (något man hört)
absolut positivt

- 没 听 懂 [沒聽懂]
att inte förstå (något man hört)
absolut negativt
Märk att närvaron av ett absolut resultatkomplement tvingar verbet att stå i perfektiv eftersom ett resultat rimligen måste diskuteras efter att det har skett; alltså används 沒 [没] (méi) som negation.

- 听 得 懂 [聽得懂]
att kunna förstå (något man hört)
eventuellt positivt
Denna form är likvärdig med 能聽懂 [ 能听懂], där 能 (neng) betyder "kunna".

- 听 不 懂 [聽不懂]
att inte kunna förstå (något man hört)
eventuellt negativt
Notera att resultatet är negerat i denna konstruktion istället för det aktiva verbet , och att användningen av negationen 不 (bù), inte 沒 [ 没] är nödvändigt eftersom den påföljande handlingen endast är tänkbar, och därför inte kan vara fullbordad.

Resultatkomplementet är ett oerhört användbart, och lika ofta använt, grammatiskt hjälpmedel i kinesiska. Uttryck som 餓死了 [饿死了] (è sǐ le, direkt översatt: "hungrig-dö-perfektivpartikel", alltså rätt när "(jag) är hungrar ihjäl") och 氣死了 [ 气死了] (qì sǐ le, "galen-dö-perfektivpartikel" och ungefär "(jag) är så dödsförbannad") är mycket vanligt förekommande. Man kan vidare betrakta många av aspektsuffixen som en form av resultatkomplement; eftersom anger 了 (le) något avslutat verkar det rimligt att detta skulle kunna göra det aktiva verbet perfektivt. Här bryter dock logiken samman eftersom det är omöjligt att konstruera ett komplement i kombination med 了 (le) även om det är möjligt att göra det med. Det senare har i princip samma betydelse som det förra, i konstruktioner med resultatkomplement anger det oförmåga tillsammans med vissa verb (till exempel, 受不了, att inte tåla något, att inte orka med "Jag står inte ut med det här!")  . Denna användning av resultatkomplement, alltså att negera vissa verb, är mycket vanlig. De verb som kan negeras med resultatkomplement måste ofta negeras med detsamma. 
Vissa idiomatiska uttryck som använder resultatkomplement tycks dock ibland inte ha någon som helst att göra med resultatet. Uttrycken 看不起, 对不起 och 买不起  ( "att se ner på" , "att be om ursäkt" respektive "att inte ha råd") använder 起 (qǐ, "att stiga (upp)", "att resa (sig)")  som resultatkomplement trots att det stämmer dåligt överens med verbets egentliga betydelse.

### Andra exempel
- 他 把 盘 子 打 破 了。 [他把盤子打破了。]
direkt översatt: han ta tallrik hade sönder.
Han tappade tallriken och den gick sönder.
(dubbla verb där det andra "(ha) sönder", är ett suffix till det första och anger vilket resultat det första verbet har på objektet (tallriken).)

- 这 部 电 影 我 看 不 懂。 [這部電影我看不懂。]
direkt översatt: Den här film jag titta, inte förstå
Jag förstår inte den här filmen, (fast) jag tittat på den. 
("förstå" blir resultatverb till "titta")

### Riktningskomplement
Riktningen för en handling måste i de flesta fall tydligt specificeras. De mest grundläggande riktningarna är 去 (qù, "att åka/gå/resa iväg") och 來 [ 来] (lái, "att komma") och kan klistras på ett verb som sker i riktning bort från eller mot talaren. Här är kinesiskan både regelbunden och krävande. Även om man i svenskan i allmänhet anger riktningen som i kinesiska skulle ingen reagera nämnvärt att man gör ett smärre logikfel. Talar man i telefon med någon i utlandet kan man fråga "när åker du hit då?" eller uppmana någon i samma rum angående en framtida resa "glöm inte att ringa när du kommer fram." För en kines skulle detta klinga mycket falskt och betraktas som ett grammatikbrott. Andra riktningskomplement är exempelvis 上 (shàng, gå upp, gå på, att påbörja något) 下 (xià gå ner, gå av, att avsluta något). Exempel:
- 他走上来了

direkt översatt: han gå upp kom+perfektpartikel

Han kom (gående) upp.

(上 anger riktning upp och 来 anger riktning mot talaren)

## Måttsord
Kinesisk grammatik kräver att ett givet antal av ett visst substantiv måste anges inte bara med ett räkneord utan även ett måttsord. 一人 (en människa), 一狗 (en hund), 一桌子 (ett bord) är alla felaktiga angivelser av antal och måste komplementeras av ett måttsord som står mellan räkneord och det angivna. I det här fallet ska 个 (ge, universalsmåttsord, "stycke"), 条 (tíao, måttsord för avlånga föremål; "längd") respektive 张 (zhāng, måttsord för föremål med platt yta som sängar och papper; "yta").
Måttsord kan även användas i kombination med demonstrativa och interrogativa pronomen: 这个人 ("den här människan"), 那条狗 ("den där hunden"),　哪张桌子 ("vilket bord?").
Det finns långt över hundra olika måttsord och klassmarkörer för många olika sammanhang, och antalet varierar på situation, dialekt och enskilda talares preferenser.